# ويليام فون غلودين
ويليام فون غلودين (بالألمانية: Wilhelm von Gloeden)‏ (16 سبتمبر 1856 - 16 فبراير 1931) هو مصور ألماني عمل بشكل رئيسي في إيطاليا. واشتهر برسمه للأدب الرعوي العاري لأولاد صقلية مع وجود أكاليل الزهور والزجاجات ضيقة العنق، مما يشير بأنها تم تصويرها باليونان وإيطاليا.

## معرض صوره

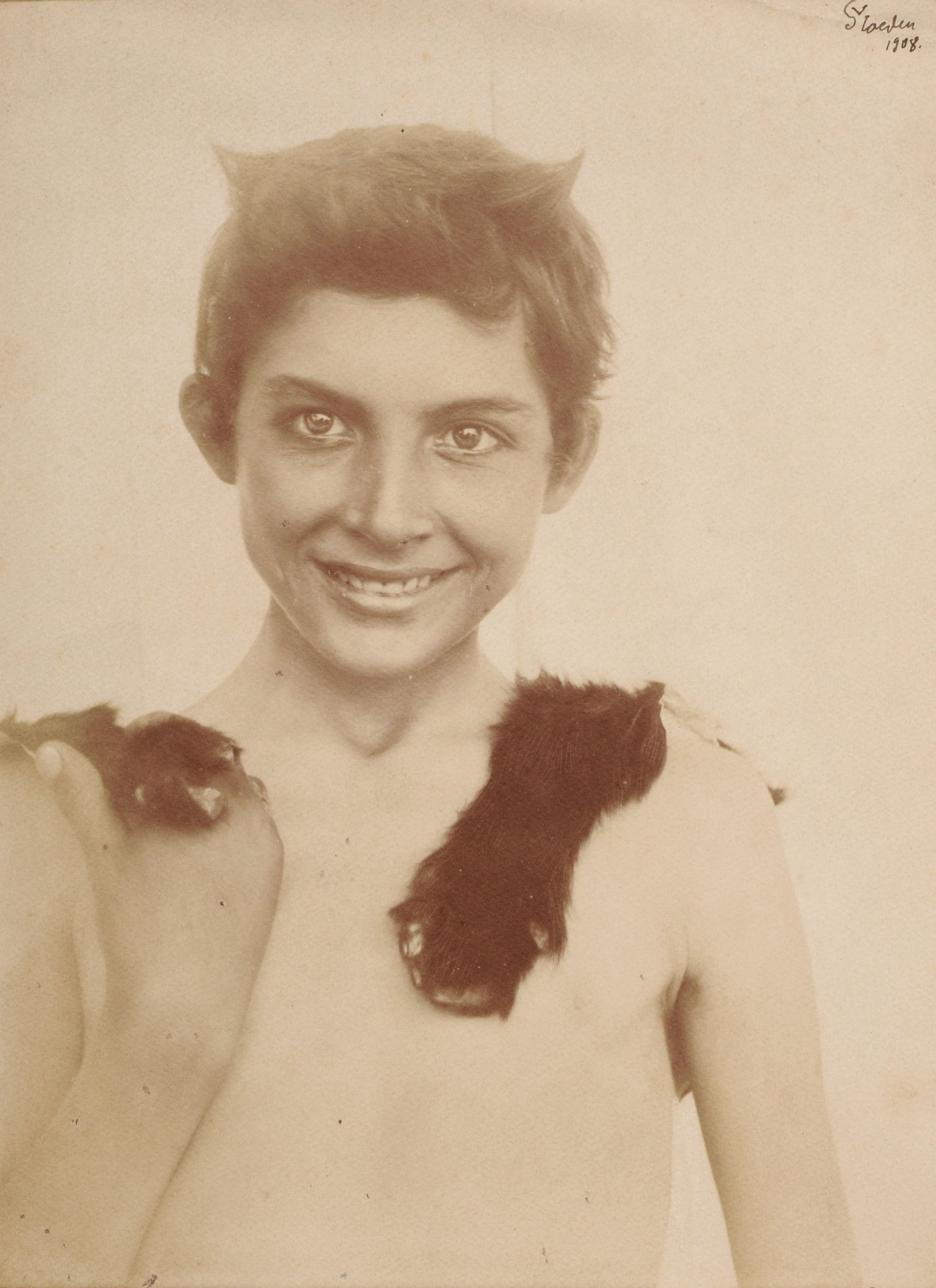
Faun
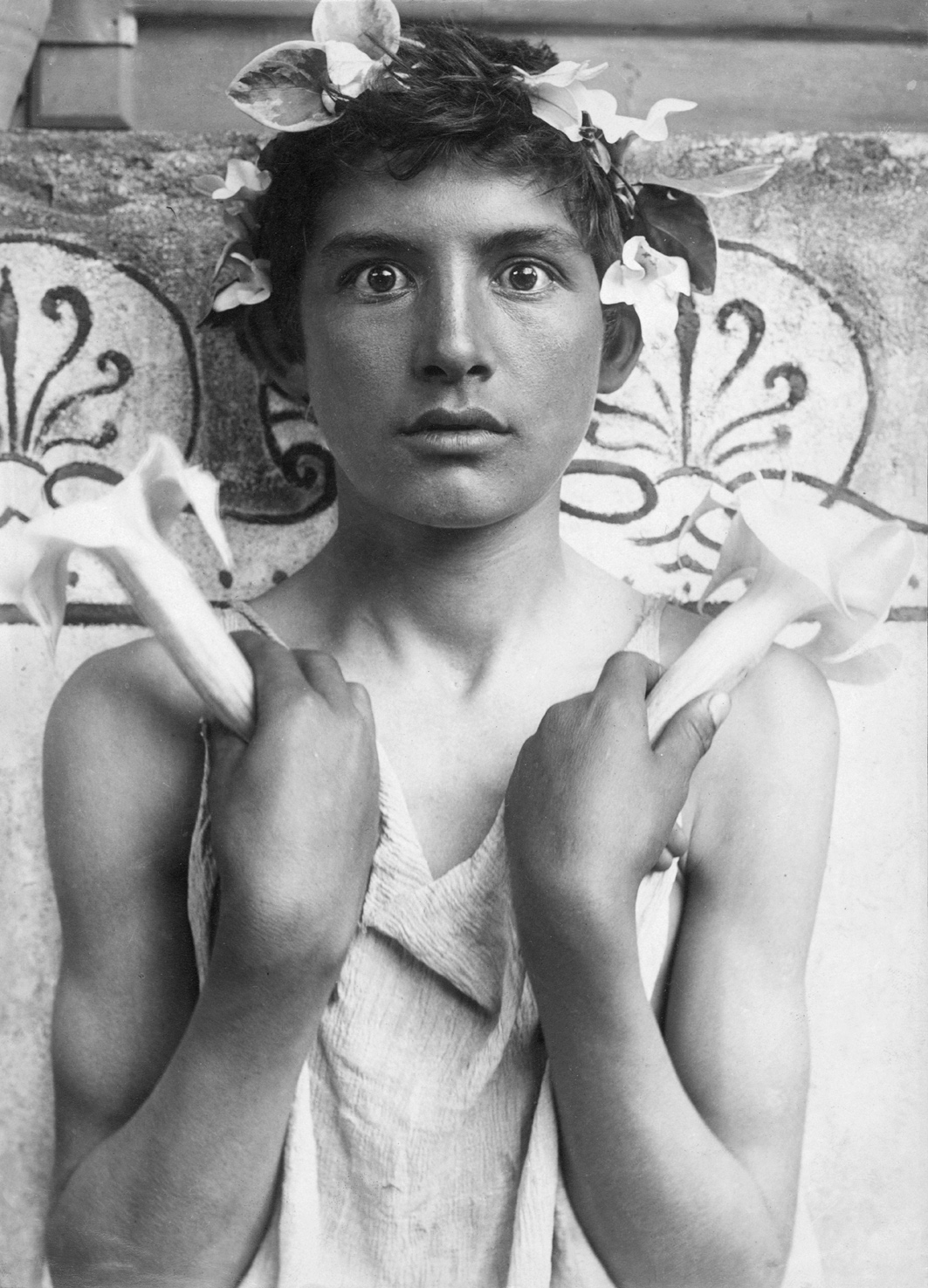
Hypnos
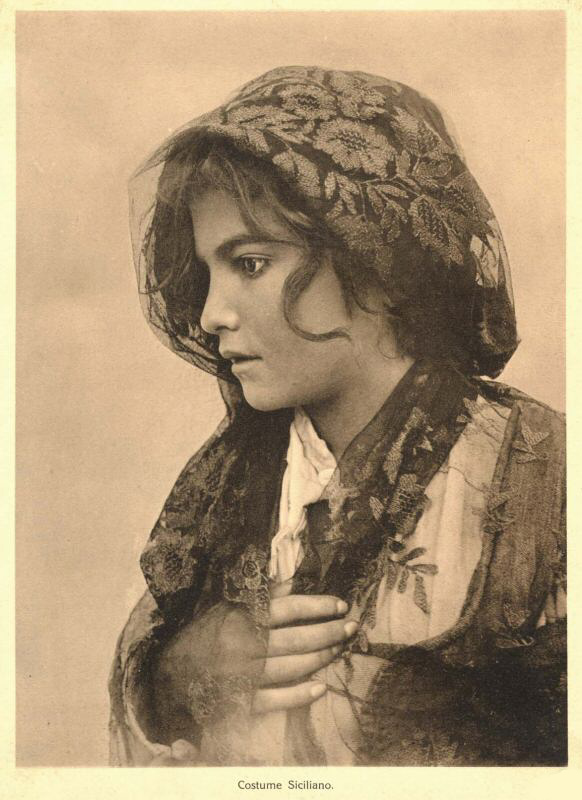
ولد يلبس ملابس فتاة صقلية
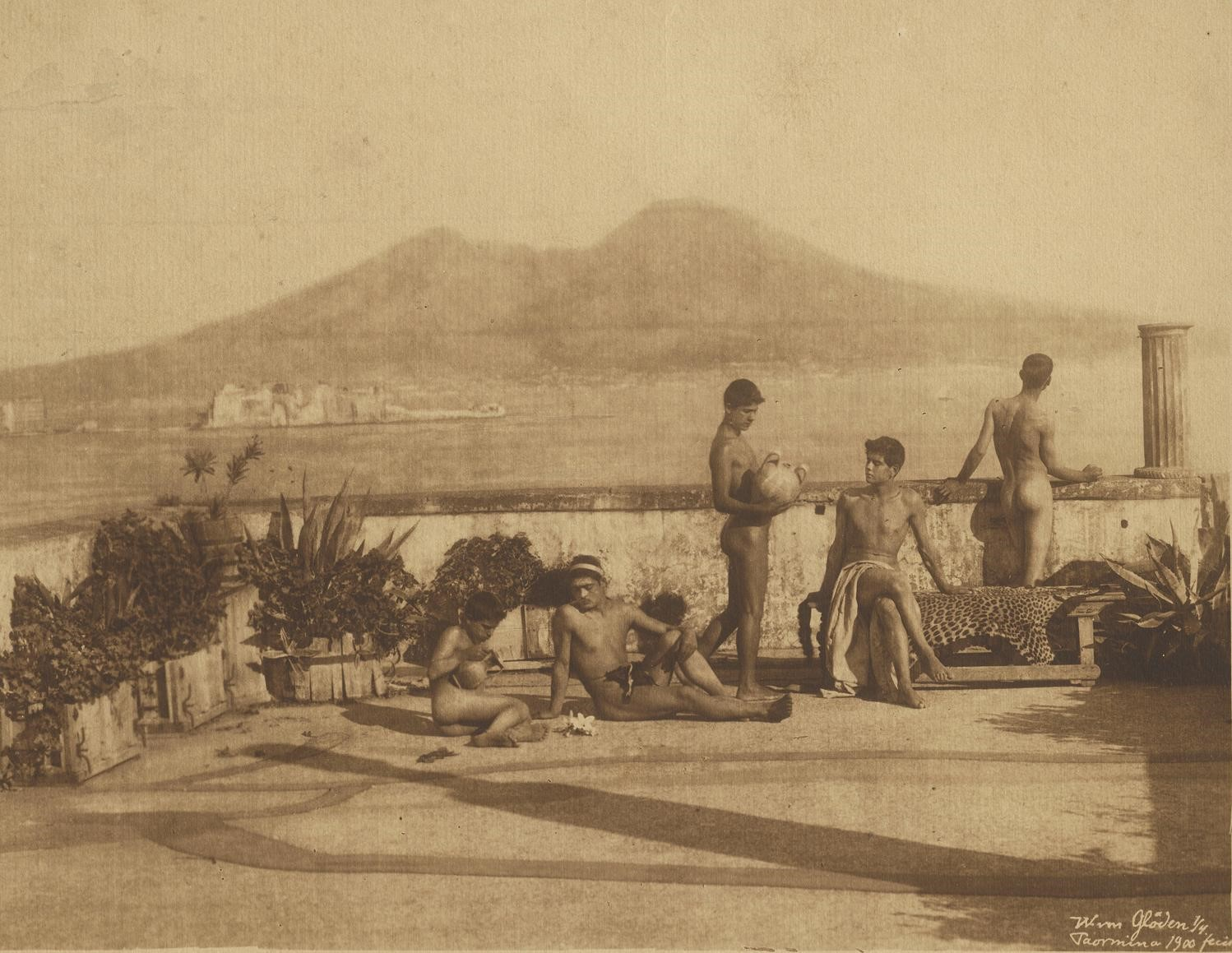